# (10392) Brace
(10392) Brace (1997 RP7) – planetoida z grupy pasa głównego asteroid okrążająca Słońce w ciągu 3,72 lat w średniej odległości 2,4 j.a. Odkryta 11 września 1997 roku.